# Oksana Domnina
Oksana Aleksandrovna Domnina, in russo Оксана Александровна Домнина? (17 agosto 1984), è un'ex danzatrice su ghiaccio russa.

## Palmarès
GP: Grand Prix; JGP: Junior Grand Prix

### Con Maksim Šabalin

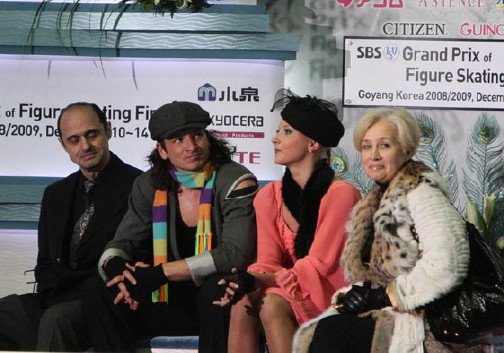
Domnina/Shabalin al kiss and cry con i loro allenatori, Gennadij Karponosov e Natal'ja Liničuk, dopo la loro danza originale alla finale di Grand Prix 2008–09.

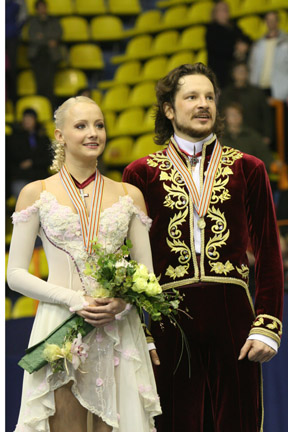
Domnina/Maxim Shabalin al Campionato europeo 2008.

| Internazionali            | Internazionali | Internazionali | Internazionali | Internazionali | Internazionali | Internazionali | Internazionali | Internazionali |
| Evento                    | 2002–03        | 2003–04        | 2004–05        | 2005–06        | 2006–07        | 2007–08        | 2008–09        | 2009–10        |
| ------------------------- | -------------- | -------------- | -------------- | -------------- | -------------- | -------------- | -------------- | -------------- |
| Giochi olimpici invernali |                |                |                | 9°             |                |                |                | 3°             |
| Campionati mondiali       | 15°            | 10°            | 8°             | 7°             | 5°             |                | 1°             |                |
| Campionati europei        | 12°            | 7°             | 6°             | 6°             | 2°             | 1°             | R              | 1°             |
| GP Finale                 |                |                |                | 5°             | 3°             | 1°             | 2°             |                |
| GP Cup of China           |                |                | 4°             |                | 1°             | 2°             | 1°             |                |
| GP Cup of Russia          |                | 6°             | 4°             | 3°             | 2°             | 1°             | 2°             |                |
| GP Skate America          |                |                |                | 3°             |                |                |                |                |
| GP Skate Canada           |                | 6°             |                |                |                |                |                |                |
| Finlandia Trophy          |                | 2°             |                |                |                |                |                |                |
| Karl Schäfer Memorial     |                |                |                |                | 1°             |                |                |                |
| Skate Israel              |                |                |                | 2°             |                |                |                |                |
| Internazionali: Junior    |                |                |                |                |                |                |                |                |
| Campionati mondiali       | 1°             |                |                |                |                |                |                |                |
| JGP Finale                | 1°             |                |                |                |                |                |                |                |
| JGP Francia               | 1°             |                |                |                |                |                |                |                |
| JGP Serbia                | 1°             |                |                |                |                |                |                |                |
| Nazionali                 |                |                |                |                |                |                |                |                |
| Campionati russi          | 3°             | 2°             | 1°             | 2°             | 1°             |                |                | 1°             |
| Campionati russi junior   | 1°             |                |                |                |                |                |                |                |
| R = Ritirati              |                |                |                |                |                |                |                |                |

### Con Maxim Bolotin
| Internazionali          | Internazionali | Internazionali |
| Evento                  | 2000–01        | 2001–02        |
| ----------------------- | -------------- | -------------- |
| Campionati mondiali     |                | 7°             |
| JGP Finale              | 7°             | 4°             |
| JGP Bulgaria            |                | 1°             |
| JGP Repubblica Ceca     |                | 2°             |
| JGP Polonia             | 2°             |                |
| JGP Ucraine             | 3°             |                |
| Nazionali               |                |                |
| Campionati russi junior | 3°             | 3°             |

### Con Ivan Lobanov
| Nazionali                   | Nazionali |
| Evento                      | 1999–2000 |
| --------------------------- | --------- |
| align=left Campionati russi | 8°        |